# كول ديورست
كول ديورست (بالإنجليزية: Cole Dewhurst)‏ هو لاعب كرة قدم أمريكي، ولد في 23 يونيو 2003 في لانكاستر في الولايات المتحدة.